# Paul Anderson (fotbollsspelare)
Paul Anderson, född 23 juli 1988 i Melton Mowbray, Leicestershire, är en engelsk fotbollsspelare. Han spelar oftast som offensiv mittfältare och han kan spela på båda kanterna.

## Karriär
Den 18 oktober 2019 värvades Anderson av Northampton Town, där han skrev på ett korttidskontrakt. I januari 2020 förlängdes Andersons kontrakt över resten av säsongen. Efter säsongen 2019/2020 erbjöds inte Anderson ett nytt kontrakt och han släpptes av klubben.

## Meriter
- FA Youth Cup: 2006
- Football League One: 2008